# Rete tranviaria di Danzica
La rete tranviaria di Danzica è la rete tranviaria che serve la città polacca di Danzica, composta da dodici linee.

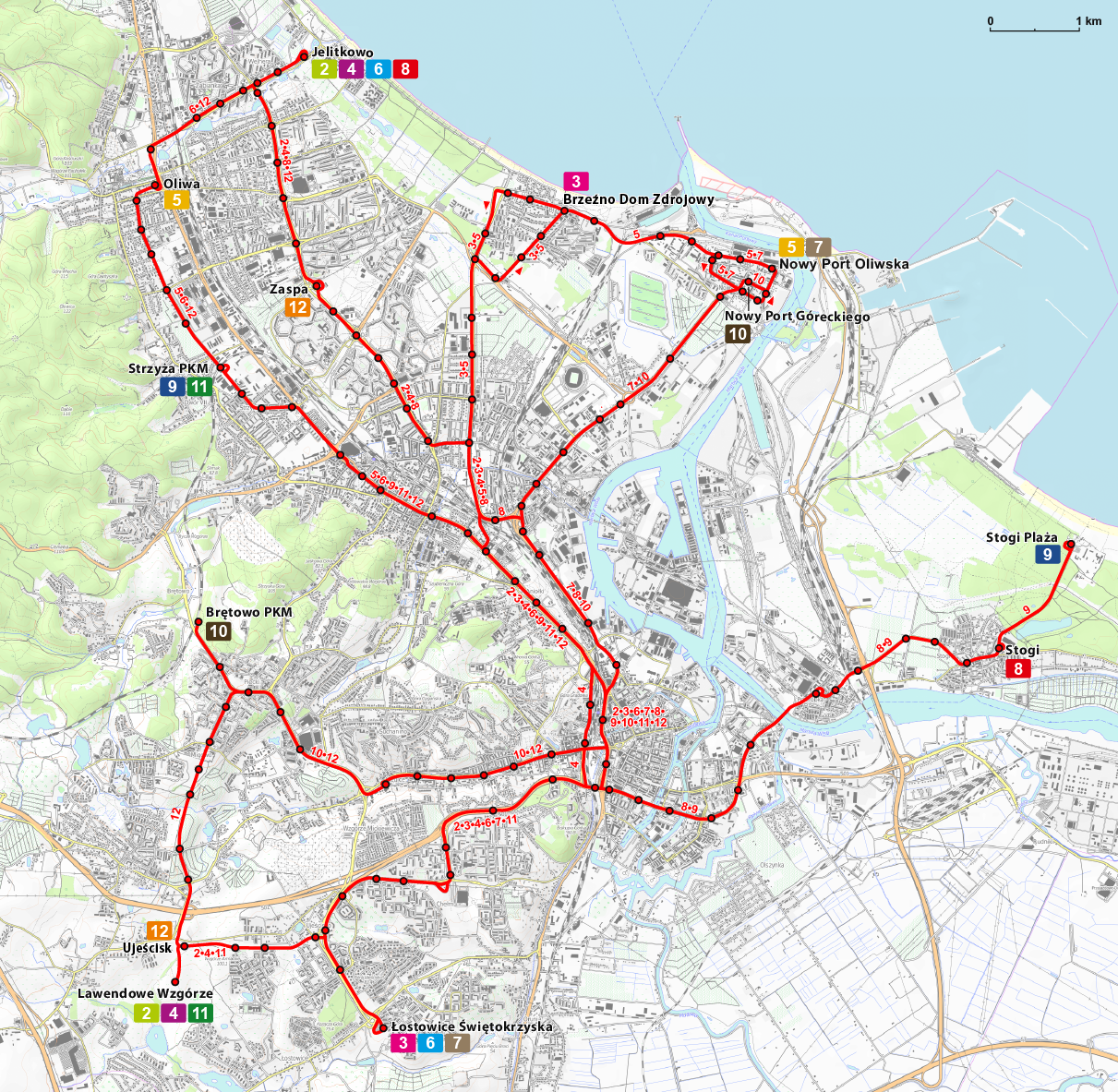
Rete tranviaria della città